# Gonçalo Gonçalves de Palmeira
Gonçalo Gonçalves de Palmeira (c. 1170 -?) Foi um nobre da Baixa Idade Média, tendo vivido nos alvores do Reino de Portugal. É nesta figura histórica que se encontram as origens da família Lago.
É tido como bem feitor do Mosteiro de Santa Maria de Landim, que se localiza na freguesia de Landim, concelho de Vila Nova de Famalicão, distrito de Braga, em Portugal, e de que embora sejam escassas e contraditórias as informações sobre a sua fundação, esta é atribuída às datas de entre 1110 e 1128 e a D. Gonçalo Rodrigues da Palmeira, filho do conde Rodrigo Forjaz de Trastâmara, da linhagem da Casa de Trava, seu pai.

## Relações familiares
Foi filho de Gonçalo Rodrigues da Palmeira (1130 - 1177) mordomo-mor da rainha D. Teresa de Leão em 1114 e de Urraca Viegas, filha de Egas Moniz, o aio e da sua segunda esposa D. Teresa Afonso. Casou com Maria Pais de Toronho, filha de Paio Curvo de Toronho  e de Maria Garcia, de quem teve:
1. Gomes Gonçalves do Lago, (c. 1230 -?) senhor feudal do Couto de Rendufe e da Domus fortis denominada Torre do Lago[3][4]. Casou com Teresa Gomes, (sendo as segundas nupcias da esposa, tendo esta sido casada com Vasco Raha) filha de Gomes Ansur e de Estevainha Pires da Nóbrega.
2. Maria Gonçalves casada com Fernão Álvares de Castro.